# テッサリア
テッサリア（希: Θεσσαλία, Thessalía）は、ギリシャ中部の地域名であり、ギリシャ共和国の広域自治体であるペリフェリエス（地方）のひとつである。
テッサリア平原の広がるこの地方は、ギリシャの穀倉地帯である。
古代ギリシア語ではテッタリア（古希: Θετταλία, Thettalía）とも呼ばれたため、古典の翻訳ではこう表記されることも多い。

## 地理

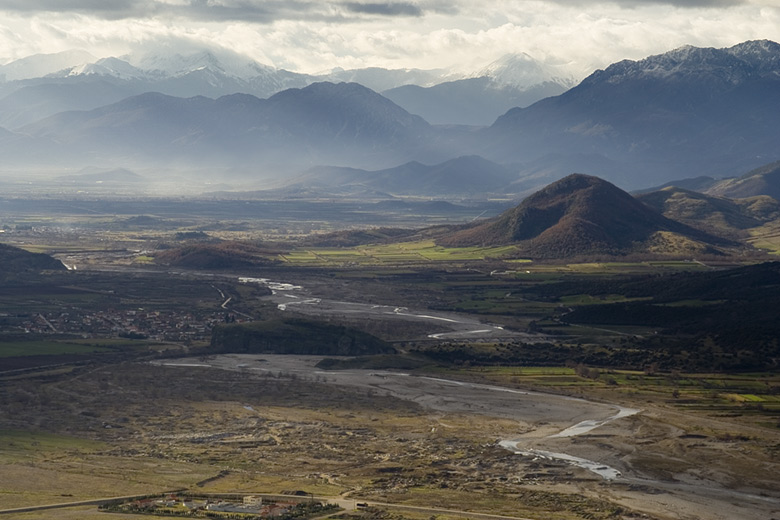
テッサリアの平原とピネオス川

### 位置
テッサリア地方は、ギリシャの脊梁であるピンドス山脈の東側に位置し、東はエーゲ海に至る。北は地理的なマケドニア（行政区画としては中央マケドニア地方・西マケドニア地方）、南は中央ギリシャ地方と接する。西にはイピロス地方、西南には西ギリシャ地方と接し、ピンドス山脈やアヘロオス川が境界線となっている。
エーゲ海上に浮かぶスポラデス諸島の一部もテッサリア地方に含まれる。

### 地勢
テッサリア地方は四周を山によって囲まれており、盆地状にテッサリア平原が広がっている。
テッサリア地方北東部のマケドニアとの境界には、ギリシャの最高峰であるオリンポス山（現代音: オリンボス山、2,917 m）が聳えている。オリンポス山の山麓にはいくつかの盆地や渓谷が広がっている。オリンポス山塊はピンドス山脈の支脈であり、西北から東南方向へエーゲ海沿いにオサ山（1,978 m）やピリオ山（ペリオン山、1,610 m）を連ね、マグニシア半島とパガシティコス湾（パガセ湾、ヴォロス湾）を形成して海へと落ち込んでいる。マグニシア半島の先にはスポラデス諸島が広がる。
テッサリア西方にはピンドス山脈が連なっており、イピロスとの境界に ズメルカ山（2,393 m）、ラクモス山（2,295 m）などの山々を聳えさせている。イオニア海に注ぐギリシャ第二の大河アヘロオス川は、ラクモス山の麓に源流を発している。ピンドス山脈のテッサリア側にはアグラファ山地が広がり、Καράβα（Σχιζοκάραβο、2,184 m）、Βουτσικάκι（2,154 m）、Αυγό（2,148 m）といった2000m級の山岳が広がる。ピンドス山脈とその周辺には石灰岩地形があり、メテオラが著名である。
テッサリア平原の中央部には、ピンドス山脈に源流を持つピニオス川が、東へと流れている。ピネオス川は多くの支流を持ち、流域にカランバカやラリサ、トリカラなどの都市を発展させている。ピニオス川は、オリンポス山塊の南東側にテンペ渓谷を刻み、エーゲ海のテルマイコス湾（テルメ湾）に注いでいる。
- 西南からのオリンポス山
- テンペ渓谷を流れるピニオス川
- メテオラ。奥はピンドス山脈

### 気候
テッサリアには明確な夏と冬のシーズンがある。夏の降水量の多さは、土壌を肥沃なものにしており、テッサリアは「ギリシャの穀倉地帯」と呼ばれている。

### 主要な都市
テッサリア最大の都市は、ペリフェリアのほぼ中央部に位置する首府のラリサ（ラリサ県ラリサ市。都市人口124,394人、2001年国勢調査、以下同じ）である。パガシティコス湾に面した東南部の港湾都市ヴォロス（マグニシア県ヴォロス市、82,439人）、西北部のトリカラ（トリカラ県トリカラ市、48,686人）がこれに続く。
1万人以上の都市にはほかに、西南部のカルディツァ（カルディツァ県カツディツァ市、32,031人）、ヴォロス郊外のネア・イオニア（マグニシア県ヴォロス市、30,804人）、ラリサ近郊のティルナヴォス（ラリサ県ティルナヴォス市、11,116人）がある。
- ラリサのcathedral of Saint Achilles
- トリカラ市街。リテオス川が流れる。
- ピリオ山からのヴォロス市街眺望。

## 歴史

### 先史・古代
テッサリアには古くからの人の営みがあり、紀元前2500年頃の新石器時代の遺跡がある。ヴォロス近郊のイオルコスやディミニ、セスクロなどからはミケーネ文明の遺跡が見つかっている。ギリシャ古典時代には、ラリサのアレウアス家 (Aleuadae) やクランノンのスコパス家といった貴族が栄えた。
ペルシア戦争ではアケメネス朝に味方した。紀元前4世紀にはフェライのイアソンが現れてテッサリアを強力な軍事国家に押し上げたが、まもなく勃興した隣国のマケドニア王国に押され、マケドニア王ピリッポス2世がテッサリアのアルコンに選ばれたため、以後の数世紀にわたってテッサリアはマケドニアに服属した。
ローマ帝国に征服されると、テッサリアはマケドニア属州の一部となった。

### 中世
ローマ帝国が東西に分かれると、東ローマ帝国に属した。テッサリアは多くの民族や国家の争奪の舞台となった。7世紀にはスラブ人の一派がこの地に進入し、8世紀後半に東ローマ帝国がテッサリアを奪還して多くのスラブ人を捕虜とした。977年にはブルガリアが占領し、1044年までこの地を支配した。1066年には徴税への不満から、テッサリアのアルーマニア人とブルガリア人が東ローマ帝国に対して反乱を起こしている。
1204年、第4回十字軍がコンスタンティノープルを陥落させると、十字軍指導者であったモンフェッラート侯ボニファーチョ1世はテッサロニキ王国を建国し、テッサリアを支配した。1225年にはイピルス専制侯テオドロス1世コムネノス・ドゥーカスがテッサリアを占領した。1271年には、先代イピルス専制侯の庶子であったヨハネス1世ドゥーカスがテッサリアにおいて自立し、独自の地方政権（テッサリア尊厳公国）を建てた。1309年にはイベリア半島出身の傭兵団であるアルモガバルスがテッサリアに入り、この地を拠点としてアテネ公国を征服している。1318年にテッサリア尊厳公ヨハネス2世ドゥーカスが後継者なく没すると、アルモガバルスによってネオパトリア公国が樹立された。その後、1337年にはセルビア王国のステファン・ウロシュ4世ドゥシャンによって占領された。

### オスマン帝国
オスマン帝国による最初のテッサリア侵攻は1386年に行われ、ラリサを一時的に占領した。1392年から93年にかけて2回目の侵攻が行われ、ラリサが再占領された。1394年にはバヤズィト1世の親征が行われた。
1402年のアンカラの戦いでオスマン帝国が敗北すると、テッサリア東部は東ローマ帝国側に奪還された。1423年、ムラト2世によってテッサリアは再び占領された。

### 近代ギリシャ
1821年にギリシャ独立戦争がはじまり、1832年にギリシャの独立が列強とオスマン帝国に承認されるが、テッサリアは当初その領域には含まれなかった。テッサリアの帰属はギリシャ王国とオスマン帝国との間の紛争事項となった。
1881年、テッサリア全域はオスマン帝国からギリシャに割譲された。

## 行政区画

### 県
テッサリア地方は、以下の5つの行政区（περιφερειακές ενότητες、ペリフェリア構成地区）から構成されている。これらの地区は、2010年の地方制度改革（カリクラティス改革）以前は自治体としての県（ノモス、νομός）であった。2011年1月1日にノモスが廃止されて行政区となったが、このときにマグニシア県から島嶼部が分離されてスポラデス県となった。
|   | 行政区名                  | 綴り              | 政庁所在地   | 面積 （Km²） | 人口 （2021年） |
| - | ------------------------- | ----------------- | ------------ | ------------ | --------------- |
| 1 | ラリサ （ラリッサ）       | Λάρισα Larissa    | ラリサ       | 5,381        | 268,963         |
| 2 | トリカラ                  | Τρίκαλα Trikala   | トリカラ     | 3,384        | 122,081         |
| 3 | カルディツァ              | Καρδίτσα Karditsa | カルディツァ | 2,636        | 106,305         |
| 4 | マグニシア （マグネシア） | Μαγνησία Magnisía | ヴォロス     | 2,367        | 177,448         |
| - | スポラデス                | Σποράδες Sporades | -            | 276          | 13,458          |

- ラリサ県
- トリカラ県
- カルディツァ県
- マグニシア県とスポラデス県

### 市
テッサリア地方には、基礎自治体である市（ディモス）が25ある。
| - ラリサ県 - ラリサ - アヤ - エラソナ - キレレル - テンビ - ティルナヴォス - ファルサラ | - トリカラ県 - トリカラ - カランバカ - ピリ - ファルカドナ - カルディツァ県 - カルディツァ - アルギテア - リムニ・プラスティラス - ムザキ - パラマス - ソファデス | - マグニシア県 - ヴォロス - アルミロス - サゴラ＝ムレシ - 南ペリオ - リガス・フェレオス - スポラデス県 - アロニソス - スキアトス - スコペロス |

## 交通
道路・鉄道の路線一覧のうち、〔　〕内の地名はペリフェリア外を示す。

### 道路
首都アテネと第二の都市テッサロニキを結ぶ高速道路（GR-1 およびその新道にあたる A1）がテッサリアを縦断しており、欧州自動車道路 E65 に指定されている。西のイピロス地方との間には、ピンドス山脈のカタラ峠 (Katara Pass) を越えて GR-6（E92 の一部） が、北西の西マケドニアとの間には GR-3（E65 の一部）が走る。
欧州自動車道路
- E65号線 (European route E65)  : 〔… - コザニ〕 - ラリサ - ヴォロス - 〔ラミア - …〕
- E92号線 (European route E92)  : 〔… - イグメニツァ - ヨアニナ〕 - トリカラ - ラリサ - ヴォロス

主要な高速道路
- A1号線 (Motorway 1 (Greece))  : 〔アテネ〕 - ヴォロス - ラリサ - 〔テサロニキ  - エヴゾニ〕
- GR-1号線  (Greek National Road 1)  : 〔アテネ〕 - ヴォロス - ラリサ - 〔テサロニキ - エヴゾニ〕
- GR-3号線  (Greek National Road 3)  : 〔アテネ - ラミア〕 - ラリサ - 〔コザニ - フロリナ - …〕
- GR-6号線  (Greek National Road 6)  : 〔イグメニツァ - ヨアニナ〕 - トリカラ - ラリサ - ヴォロス
- GR-30号線  (Greek National Road 30)  : ヴォロス - カルディツァ - トリカラ - 〔アルタ〕

### 鉄道

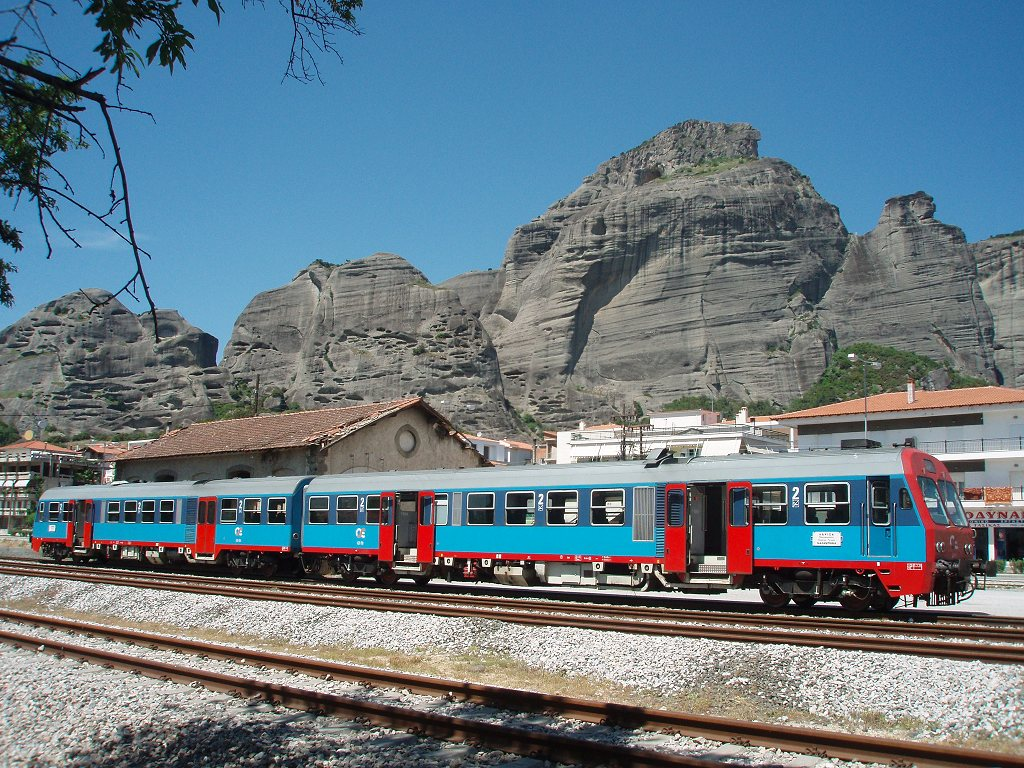
カランバカ駅。後方はメテオラ。

テッサリア地方では、19世紀後半から20世紀にかけてテッサリア鉄道 (Thessaly Railways) が狭軌（軌間1,000mmの「メーターゲージ」）の路線を敷設した。国有化されてギリシャ国鉄（OSE）に組み込まれたのち、1970年に一部区間が標準軌に改められ、アテネとテサロニキを結ぶ幹線に組み込まれた。
主要な路線
- ギリシャ国鉄
  - 幹線鉄道網（Major Rail network） : 標準軌
    - 〔アテネ - ラミア〕 - ラリサ - 〔テサロニキ〕

  - テッサリア鉄道 : 狭軌（1,000mm）
    - Palaiofarsalos - カルディツァ - トリカラ - カランバカ
    - ラリサ - ヴォロス

このほかピリオ山には、観光用のピリオ鉄道 (Pelion railway) がある。

### 港湾
- ヴォロス港

### 空港
- ネア・アンヒアロス空港（英語版） : ヴォロス近郊
- スキアトス空港（英語版） : スキアトス島

このほか、ラリサにも商業空港 (Larissa National Airport) があったが、1987年に閉鎖されて以降軍用に用いられている。

## 文化・観光
テッサリア地方北西部のカランバカ近郊には、奇岩の上に建つ修道院群で知られるメテオラがあり、ユネスコ世界遺産に登録されている。

## 註
1. ↑  ここでの「都市」は中心市街地区を指し、自治体の郊外部を含まない。
2. ↑  “ΑΠΟΤΕΛΕΣΜΑΤΑ* ΑΠΟΓΡΑΦΗΣ ΠΛΗΘΥΣΜΟΥ ΚΑΤΟΙΚΙΩΝ ΕΛΣΤΑΤ 2021”. ギリシャ国家統計局 (2023年3月17日). 2024年6月11日閲覧。